# 松山市場
松山市場，又稱臺北市家畜市場松山分場，是一座位在臺北市的傳統市場。

## 交通

### 臺北捷運
- 松山新店線松山站2號出口。

### 市公車
- 203,204,205,276,306,306(區間車),311,518,53,605,605(副),605(新台五線),622,668,678,28,531,629,63,711,256,678,1191,2021,藍7,棕1。

### 台鐵
- 台灣鐵路臺灣鐵路管理局縱貫線松山車站